# Zamarada fumosa
Zamarada fumosa là một loài bướm đêm trong họ Geometridae.